# Rhipsalis dissimilis
A Rhipsalis dissimilis egy kultúrában ritkán tartott, erőteljes növekedésű epifita kaktusz.
Erősen elágazó, felegyenesedő növény, hajtástagjai hengeresek vagy enyhén bordázottak, átmérőjük maximálisan 10 mm lehet. Hajtásszegmensei fiatalon enyhén szőrözöttek az areoláikon. Virágai 6 mm szélesek, az oldalsó areolákon fejlődnek, fehérek vagy sárgák, rózsaszín középpel. Termése bordó, lapított bogyó.

## Elterjedése
Brazília: São Paulo és Paraná államok. Epifitikus és epilitikus időszakos habitatokban 800 m tengerszint feletti magasság felett.

## Rokonsági viszonyai
A Rhipsalis spinescens Lombardi (1993) néven leírt faj a Rh. dissimilis neoténikus formája, termesztésben adult állapotba revertálhat. A Rhipsalis pacheco-leonii (Lofgr.) Barthl. (1977) néven leírt taxon minden bizonnyal azonos a Rhipsalis dissimilis fajjal. Az Epallagogonium subgenus tagja.

## Alakok
Az alábbi két alak különíthető el:
- Rhipsalis dissimilis f. marnierianum
- Rhipsalis dissimilis f. epiphyllanthoides